# Echium biebersteinii
Echium biebersteinii là loài thực vật có hoa trong họ Mồ hôi. Loài này được Lacaita mô tả khoa học đầu tiên.